# Catherine Bishop (canottiera)
Catherine Bishop (Leigh-on-Sea, 22 novembre 1971) è un'ex canottiera britannica.
Insieme a Katherine Grainger è stata campionessa del mondo nel 2003 e nel 2004 vincitrice di una medaglia d'argento ai Giochi Olimpici nella specialità due senza. Dopo una carriera diplomatica, ora è oratrice, scrittrice e consulente.

## Biografia
Bishop ha studiato alla Westcliff High School for Girls. Si è successivamente laureata in lingue moderne presso il Pembroke College di Cambridge, ha conseguito un master in politica internazionale presso l'Università di Aberystwyth e un dottorato di ricerca in letteratura tedesca contemporanea presso l'Università di Reading.

## Carriera

### Canottaggio
Bishop ha vinto due medaglie ai Campionati del mondo, un argento nei campionati del 1998 nel due senza femminile in coppia con Dot Blackie disputati a Colonia e un oro nei campionati del 2003, sempre nel due senza femminile, con Katherine Grainger disputati a Milano. Nel 1999 è stata campionessa mondiale di canottaggio indoor. Ha gareggiato nell'otto femminile ai Giochi Olimpici di Atlanta (1996), nel due senza femminile ai Giochi Olimpici di Sydney (2000) prima di vincere l'argento ai Giochi Olimpici di Atene nel 2004 nel due senza femminile con Katherine Grainger.

### Diplomazia
Dal 2001 al 2014 Bishop ha intrapreso la carriera diplomatica presso l'Ufficio degli esteri, del Commonwealth e dello sviluppo, lavornando a Londra, Sarajevo e Bassora. Ha ricoperto i ruoli di addetto politico, progetti e stampa presso l'ambasciata britannica a Sarajevo fino al 2004 per poi essere nominata consigliere politico dell'Alto Rappresentante per la Bosnia-Erzegovina dal 2006. Nel 2007 viene nominata Capo della Sezione Politica del Consolato Britannico a Bassora per poi ricoprire il ruolo di vicedirettore dell'Unità di stabilizzazione a Londra dal 2009 al 2011.

### Consulenza
Bishop ora ha un'attività di consulenza specializzata in leadership e prestazioni di squadra, attingendo dalla sua carriera sportiva di successo.

## Palmarès

### Giochi olimpici
- 1 medaglia:
  - 1 argento (due senza ai Giochi Olimpici di Atene - 2004)

### Campionati mondiali
- 2 medaglie:
  - 1 oro (due senza femminile a Milano 2003)
  - 1 argento (due senza femminile a Colonia 1998)